# Ромо-и-Гамбоа, Худас Хосе
Худас Хосе Ромо-и-Гамбоа (исп. Judas José Romo y Gamboa; 7 января 1779, Каньисар, королевство Испания — 11 января 1855, Умбрете, королевство Испания) — испанский кардинал, доктор обоих прав. Епископ Канарских островов с 20 января 1834 по 11 декабря 1847. Архиепископ Севильи с 11 декабря 1847 по 11 января 1855. Кардинал-священник с 30 сентября 1850.